# 英国广播公司第三台 (流媒体服务)
英国广播公司第三台（英語：BBC Three，以下简称英广第三台）是英国广播公司的OTT网络电视服务。它于2016年2月16日取代在电视播出的英國廣播公司第三台。该服务制播针对16至34岁人群的电视节目和网络剧，喜剧和纪录片。
总干事托尼·霍尔的目的是不对整个BBC进行大改（此举将损害其节目质量），并确认该服务的受众群体的观看习惯向OTT（而非传统的电视广播）转移。同样，英广第三台的工作人员认为，该台将不再被电视的局限性困恼，使制作人提高英广第三台节目内容的灵活性。
英广第三台的节目主要在BBC iPlayer上以流媒体形式提供，而该服务提供的其他资源（包括網絡劇和其他内容）也通过社交网络进行分发。在英广第一台首播之后，最终必须在英广第一台和英广第二台上播出英广第三台的节目。从2019年3月起，在星期一至星期三的《BBC十点新闻》之后，英广第一台为英广第三台安排了节目时段。
2020年9月发布的研究表明，自从英广第三台停止在电视播出以来，此频道的观众每年减少89％（如果包括在其他BBC电视频道中转播的内容，则观众每年减少72％）。在停止在电视播出后的第一年，每周16至34岁的观众相较于此前，相比下降了69％。
到2020年5月20日，英国广播公司的年度计划中宣布，该公司正在“考虑”在英广第三台停播四年后恢复其在电视平台的播出。年度计划还指出，BBC在制作一系列广受好评的电视连续剧（包括《普通人》 ，《伦敦生活》和《这个国家》）之后，将增加预算来“支持频道的成功”。
BBC新闻办公室于2021年3月2日宣布第三台将在2022年2月恢复在地面数字电视的广播，但须获得监管部门的批准。

## 历史

### 提议
在2014年2月的牛津媒体会议上，英国广播公司总干事托尼·霍尔表示，作为该公司正在进行的“质量第一计划”的一部分（由于政府冻结电视牌照制度，该计划的目标是达到2016-17年度电视季度结束时节省7亿英镑的成本）， 英国广播公司正在敲定下个月再宣布削减1亿英镑成本的计划。霍尔认为，整个公司的总预算削减会损害其内部制作的质量（尤其是劇情片，他将其描述为BBC的‘本质’），霍尔表示，削减预算可能要做出“艰难的决定” 。他解释说，该公司“已经达到了萨拉米香肠切片会影响质量和独特性”的地步。我们决定不专注于保存旧影片，而是决定专注于我们最擅长的领域：从剧情片到将iPlayer引入下一世代。”
2014年3月5日，英国广播公司将几项节省成本的提案对外公示，但须获得英廣信託基金的批准。其中包括计划关闭英广第三台（在电视播出）并将其转换为OTT平台。英国广播公司在其提案中表示，出于财务考虑，这项转换是“面向未来的举措”，它将“开发具有开创性的新在线服务，它将带来高质量，独特的英国原创长片和新片以及互动式内容（面向16-34岁的年轻人）”。并利用该渠道的目标受众增加OTT的使用率。该提案概述了该服务将必须利用英广第三台的“实力”（如策展，原创和“一流剧情”），并使它们适应数据的即时性和互动性。
由于这项服务不受节目表的限制，因此新的英广第三台的范围将属于三个“编辑支柱”而非节目类型：“让我笑”反映了喜剧和“个性驱动”的节目，而“让我思考”则反映了时政，戏剧和其他事实节目。第三支柱“给我一个声音”反映出，该服务的内容将令16岁至34岁的人群产生兴趣，并鼓励他人参与对英广第三台节目的讨论（尤其是通过社交媒体）。与原本在当时播出的英广第三台相比，该服务的预算不足原本的五成。该服务将重点放在短版網絡劇上，但它计划继续投资以进行长片制播和制作“接近当前水平的喜剧”，并作为新人才的孵化器。该服务提供的内容主要通过iPlayer发表，但计划要求改造“品牌空间”以发表内容，并通过YouTube等其他渠道分发短片。
该提案受到格雷格·詹姆斯、马特·卢卡斯和傑克·懷特豪爾等知名人士的批评。媒体作家罗伊·格林斯拉德认为：
|  | 这种改变无疑是“最明智或可能最不糟糕的”削减成本方式。他承认英广第三台最近在针对人口统计特点和作为新人才孵育场的目标方面取得了成功，但他认为英广第三台是“低收视率频道（在所有电视受众中占比最小）”，而所谓“艰难的决定”就是如此。如果英国广播公司希望维持节目质量，则就必须做出牺牲。 |

### 批准与启动

BBC III的徽标（2016年～2020年）

英廣信託基金于2015年11月完成频道转型。信托资金宣布英广第三台的目标受众从电视转向网络，并且认为英广第三台不再是电视频道将使英国广播公司“可以在降低成本的同时在网络提供更多独特的内容”。英国广播公司的其他频道被施加条件以处理异动；英广第一台和第二台将被要求制播“专为年轻观众设计的独特节目”，以及英广第三台委托的所有长节目的制播。该信托基金还批准相关提案以允许在iPlayer上播放首批和第三方内容，并将CBBC的播出时间延长至9:00。下午（CBBC将于下午7:00停播以利用Freeview为英广第三台预留的带宽），并着重于制作中青年人喜好的节目。 
2016年1月4日，英国广播公司宣布英广第三台网络服务将于2016年2月16日启用。当天，BBC公布了该产品的新徽标。受流動應用程式图标的启发，新徽标采用罗马数字代表数字3（其中第三条‘Ⅰ’被替换为‘!’）。营销负责人Nikki Carr解释说，这三个栏代表上述“编辑支柱”（感叹号表示“给我声音”）。新徽标收到了公众的不同反应，其中包括与Plan B的《病态庄园》专辑封面，带有感叹号的罗马数字“Ⅱ”（“ BBC Two ！”）进行了一些图纸比较以及拟议的重新设计。BBC的商标出现在喜剧《W1A》的一集中。关于《W1A》对此标志的对比，卡尔开玩笑说：“感谢W1A，我们在营销方面受到英广的诅咒，我不想遇到任何于西奥布·夏普相近的人，但请原谅我一些措辞。”该频道还模仿了Vine视频中的比较。 
英国广播公司三位负责人达米安·卡瓦纳解释道：
|  | 新的数字服务将具有“与以前一样的屡获殊荣的节目，但不被电视局限”，并强调能够在“最合适的格式和平台”上分发内容。 |

霍尔将新“英广第三台”的内部气氛描述为“初创企业”，并解释说：“我喜欢与达米安团队共处的感觉。就像应该的一样，它也充满创造力，精力充沛和调皮。” 卡瓦认为英广第三台的简洁“支柱”及其新的结构将使创作者在制作内容时更具有灵活性和即时性。他解释说：“我们可以让人们去做我认为其他广播电视业者目前无法完成的事情——给人们提供尝试空间”，并且以一种我们无法做到的方式来尝试形式了英广内容生态其余部分作为“安全网”。 卡瓦还强调将服务用作新人才孵化器的一个持续目标，希望它会被人们铭记为“发现下一个詹姆斯·科登，埃丹·特納，下一个人的地方”。
据报道，在2016年2月13日（该服务推出之前），如果英广第三台转型失败，英国广播公司正在考虑将其与BBC廣播一台合并到统一管理下。卡瓦那表示，他本人并未意识到这一提议，但他补充道：英广第三台是“一个拥有13年悠久历史的知名青年品牌”，并且他“看不出要淘汰那些具有受众，质量标志和悠久历史的产品逻辑。”
英广第三台于2016年2月16日清晨终止在电视播出，与此同时，新“英广第三台”网络服务开始运作。该台停播前播出的最后一档节目是《Gavin＆Stacey》的一集，内容为联合主演詹姆斯·柯登介绍其主持的美国访谈节目《詹姆斯·柯登深夜秀》（在洛杉矶主持）。

### 频道复办
英国广播公司于2021年3月2日宣布第三台自2022年起在电视平台复播（这与2016年的决定大相径庭）。2021年11月，监管机构Ofcom证实该频道将于2022年2月复播。复播后的英廣第三台将在Freeview，Sky，Virgin和Freesat上播出。

## 节目内容
新“英广第三台”节目资源主要通过iPlayer提供，提供新的原片，以及英广第三台转型前制播的节目（商标：“套裝”）。新内容包括原版节目，網絡短劇和特色内容；卡瓦纳解释说：新“英广第三台”将主要关注自制喜剧和纪录片。所有为英广第三台委托的长版节目都必须在英廣第一台或英廣第二台播出。 2019年2月，英国广播公司宣布英广第一台将从2019年3月4日起每周一至周三的《BBC十點新聞》后播出第三台的节目。
尽管BBC重新开始关注喜剧，但频道的喜剧节目占比（以分钟为单位）实际上在转型后从41％下降到了33％。但根据合同，常规节目在第三台的输出比例确有增加。
英广第三台设有两个精选内容分发平台（例如The Daily Drop和The Best Of ），其中包含博客，视频，照片画廊，社交网络内容及其他网络趋势。该频道预算的20％将用于制播网络剧。
英广第三台原本的节目继续制播（包括新系列的《布谷鸟》《生死囚室》和《无所事事的人》）。通过英广第三台首播的新节目包括《異世奇人》的衍生品《Class》（后被取消），新剧《Clique》 和《失落的十三年》，英国广播公司针对新兴喜剧演员，制播了三部现场网络剧：《The Man Who Witnessed 219 Executions》；和《Unsolved: The Boy Who Disappeared》。此外另宣传网络剧《Serial》的英国人，《ProUnsolved》的特色是每周分期调查讲述现实生活中的犯罪。该服务还将与伊德瑞斯·艾尔巴等新兴人才合作制作一系列短片。 2017年，千禧一代关系系列《一对情侣》在英广第三台首映。
随着该服务的预算被削减到3000万英镑，英广第三台的一些经典节目（例如《Panel shows》，《Don't Tell the Bride》和美国动画喜剧《蓋酷家庭》）遭到停播。一些原在英广第三台播出的电视剧被转移到其他频道；《罗素·霍华德的好消息》在2014年改在英广第二台播出，而《Don't Tell the Bride》在英广第一台播出一个系列之后被撤档并改在天空第一台播出。   ITV2于2015年3月获得了《蓋酷家庭》和其他塞思·麦克法兰系节目的版权（尽管BBC在2017年前一直保留对《蓋酷家庭》前几集的版权）。 
该台停止在电视播出后，英广第三台在iPlayer上提供的年度节目时间比转型前减少了八成。
喜剧剧集《伦敦生活》于2016年在英广第三台首映，并于2019年首播该喜剧的第二季。该系列广受好评，第二季在2019年的第71屆黃金時段艾美獎上获得11项提名（与美国Amazon Prime Video合作），并在六个类别中获奖（含杰出喜剧系列）。 次年，《普通人 》在2020年的第72届黄金时段艾美奖上获得四项提名（与美国的Hulu合作）。
在2019年，英广第三台首播《RuPaul's Drag Race UK》（此片是美国现实阻力赛系列《RuPaul's Drag Race》的改编）。 2020年，英广第三台宣布取得英国对加拿大《Drag Race》的转播权。